# Kubang (Pasirkuda)
Kubang is een bestuurslaag in het regentschap Cianjur van de provincie West-Java, Indonesië. Kubang telt 4095 inwoners (volkstelling 2010).